# گوستا فراندفورس
گوستا فراندفورس (سوئدی: Gösta Frändfors؛ ۲۵ نوامبر ۱۹۱۵ – ۸ اوت ۱۹۷۳) کشتی‌گیر اهل سوئد بود.
وی در مسابقات کشوری و بین‌المللی در مجموع برندهٔ ۱ مدال طلا، ۳ مدال نقره، ۱ مدال برنز شده‌است.